# Kebumen (Tulis)
Kebumen is een bestuurslaag in het regentschap Batang van de provincie Midden-Java, Indonesië. Kebumen telt 1895 inwoners (volkstelling 2010).